# IC 5277
IC 5277 — галактика типу C (компактна галактика) у сузір'ї Тукан.
Цей об'єкт міститься в оригінальній редакції індексного каталогу.